# On the Rocks
On the Rocks – drugi singel amerykańskiej artystki Nicole Scherzinger pochodzący z drugiego albumu piosenkarki Big Fat Lie. Piosenka została wyprodukowana przez Teriusa "The-Dream" Nasha oraz Christophera "Tricky" Stewarta. Oficjalnie singel zostanie wydany 12 października 2014 roku w Wielkiej Brytanii, natomiast 15 września w Polsce z ramienia wytwórni Sony Music. Planowane jest również wydanie singla w Stanach Zjednoczonych jako pierwszy singel pochodzący z najnowszej płyty wokalistki. 19 sierpnia 2014 okładka do singla została zamieszczona przez samą Nicole na portalu Instagram. Premiera utworu odbyła się 26 sierpnia 2014 w radiu BBC Radio 1, natomiast teledysk ukazał się 5 września br.